# Араухо, Вильям Франсиско
Виллиам Араухо (исп. Willian Francisco Araujo Ogonaga; род. 5 июня 1979, Кито) — эквадорский футболист, полузащитник, наиболее известный по выступлениям за клуб ЛДУ Кито.

## Биография
Большую часть карьеры Виллиам Араухо играет в качестве арендованного игрока другими клубами. Даже сейчас, когда Араухо выиграл с ЛДУ Кубок Либертадорес и стал финалистом Клубного чемпионата мира, права на футболиста принадлежат скромному клубу Полицейской Академии Кито ЭСПОЛИ из эквадорской Серии А. Он является воспитанником этого клуба, а также «Эль Насьоналя».
В розыгрыше Кубка Либертадорес 2008, в котором ЛДУ впервые в истории эквадорского футбола завоевал международный трофей, стал одним из ключевых игроков команды. Зачастую усиливал в победном турнире игру с выходом на замену (из 12 проведённых матчей в 8 он выходил на замену).
По окончании чемпионата Эквадора 2011 года Вильям Араухо покинул ЛДУ и подписал контракт с командой «Текнико Университарио».

## Титулы
- Чемпион Эквадора (1): 2010
- Обладатель Кубка Либертадорес (1): 2008
- Обладатель Южноамериканского кубка (1): 2009
- Финалист Южноамериканского кубка (1): 2011
- Обладатель Рекопы (2): 2009, 2010